# Kloster Arouca

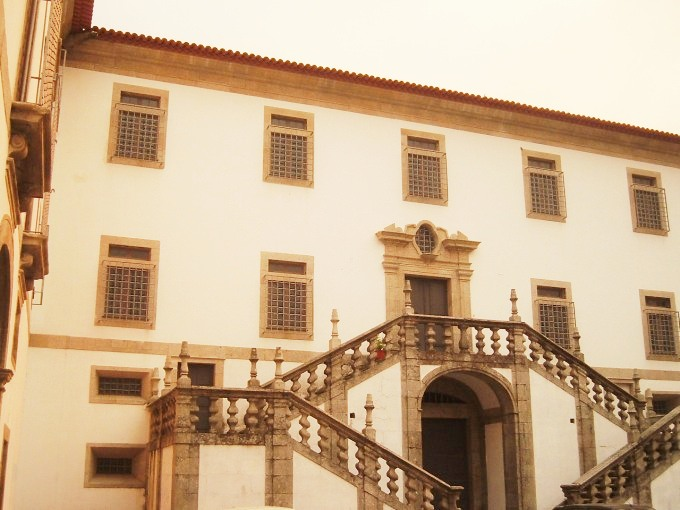
Kloster Arouca, Freitreppe am ehemaligen Konventsgebäude

Das Kloster Arouca war ein bedeutendes Zisterzienserinnenkloster in Arouca im Norden Portugals. Von seiner großen Zeit im 17. und 18. Jahrhundert zeugen die Gebäude und Kunstschätze. In den ehemaligen Konventsgebäuden befindet sich heute ein Museum für sakrale Kunst. Die Kirche, die der Gottesmutter Maria geweiht ist, wird von Pilgern besonders als Wirk- und Grabstätte der seligen Mafalda von Portugal besucht. Der Gebäudekomplex ist seit 1910 als Monumento nacional gelistet.

## Geschichte

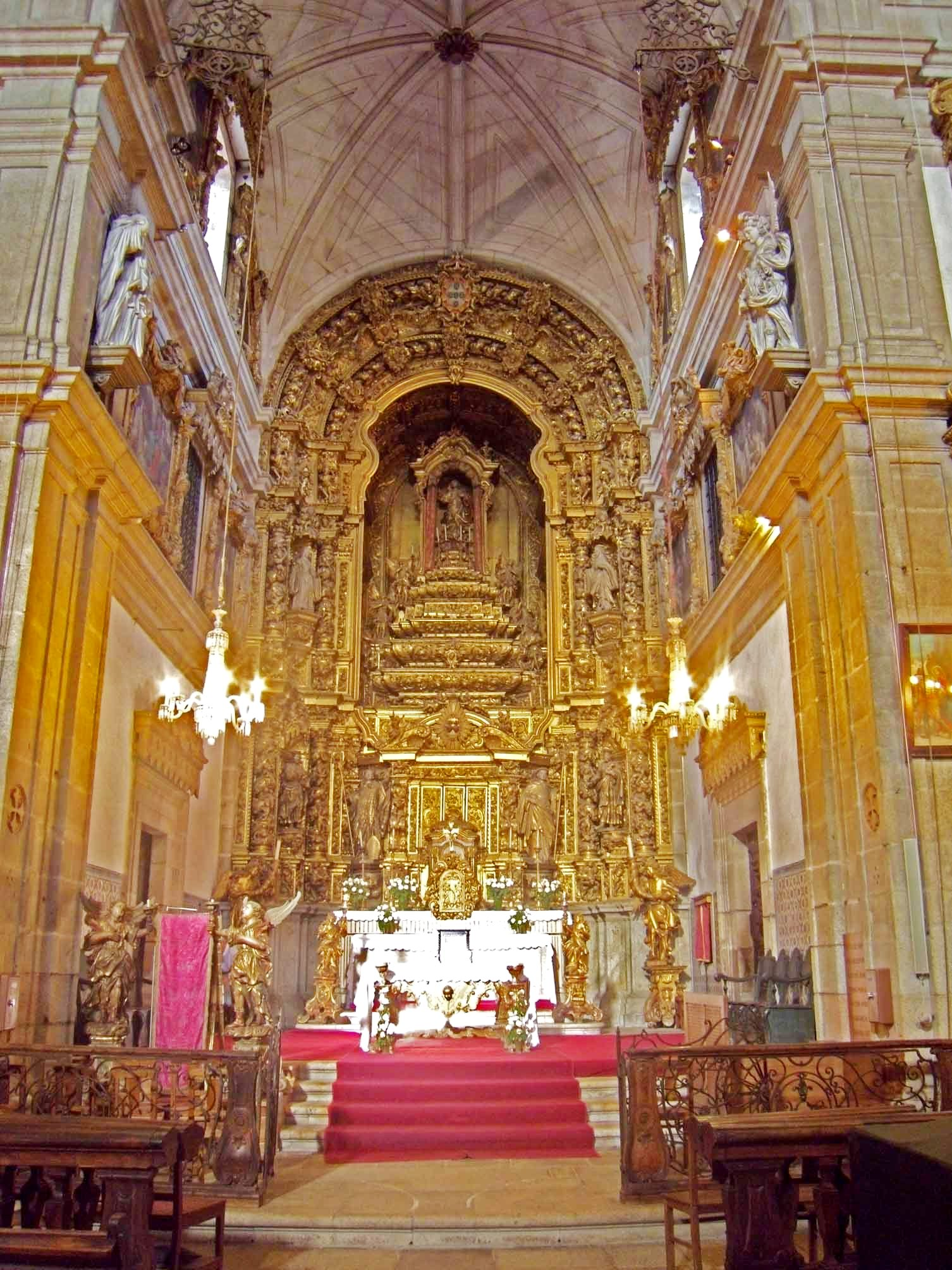
Chor der Kirche

Die Anlage geht zurück auf ein Benediktinerinnenkloster aus dem 10. Jahrhundert. Es erhielt im 12. Jahrhundert die Immunität und entwickelte sich zum politischen und administrativen Zentrum der Region. Entscheidend für die weitere Entwicklung war Mafalda von Portugal, als Frau Heinrichs I. kurzzeitig Königin von Kastilien, dann Nonne in Arouca († 1257). Auf ihr Betreiben schloss sich der Konvent dem Orden der Zisterzienser an. Sie beschenkte das Kloster großzügig.
Eine neue geistige und materielle Blüte erlebte Arouca im 17. Jahrhundert. Zu dieser Zeit wurde ein vollständiger Neubau der Anlage in frühbarocker, am Herrera-Stil orientierter Gestalt begonnen, der sich bis ins frühe 18. Jahrhundert hinzog. Bedeutende Künstler wie Diogo Teixeira, Carlos Gimac und Miguel Francisco da Silva wirkten dabei mit.
Im 19. Jahrhundert erlebte das Kloster den Niedergang. 1886, nach dem Tod der letzten Konventualin, wurde es aufgehoben. Gebäude und Inventar fielen an den Staat. Nach intensiven Restaurierungsmaßnahmen befindet sich das Gebäudeensemble heute in gutem Zustand.